# Gabrielle Fontan
Gabrielle Fontan, född Gabrielle Marie Joséphine Pène-Castel 16 april 1873 i Bordeaux, Nouvelle-Aquitaine, död  8 september 1959 i Juvisy-sur-Orge, Île-de-France, var en fransk skådespelerska.

## Roller i urval
- 1938 – Livets debutanter
- 1939 – Dagen gryr
- 1946 – Nattens portar
- 1946 – Utflykt på landet
- 1947 – Inferno
- 1949 – Manon
- 1950 – Hamnkrog
- 1951 – Juliette
- 1955 – Kärleksmanöver
- 1956 – Brott och straff
- 1957 – Drömmarnas gränd
- 1958 – Den syndfulla leken